# Neumarkt (Südtirol)
Neumarkt (ⓘ, italienisch: Egna) ist eine Marktgemeinde im Südtiroler Unterland in Italien. Der gleichnamige Hauptort der Gemeinde liegt unweit vom linken Ufer der Etsch.
Begründet wurde Neumarkt im Herbst 1189 durch Bischof Konrad II. von Trient als neuer Markt von Enn. Der Wohlstand, der durch ganzjährigen Handel erworben werden konnte, spiegelt sich noch heute im Dorfkern wider, dessen Erscheinungsbild wohl hauptsächlich auf das 16. Jahrhundert zurückgeht. Die Gemeinde zählt 5527 Einwohner (31. Dezember 2023) und ist Sitz der Bezirksgemeinschaft Überetsch-Unterland. Ein großer Teil des Gemeindegebiets steht im Naturpark Trudner Horn unter Naturschutz.

## Geographie

### Lage
Neumarkt befindet sich im Unterland, einem breiten Abschnitt des die südlichen Alpen durchziehenden Etschtals. Nachbargemeinden sind Salurn im Süden, Montan im Osten, Kaltern im Norden sowie Tramin, Kurtatsch, Margreid und Kurtinig im Westen. Die nächsten Großstädte sind die Südtiroler Landeshauptstadt Bozen und Innsbruck, 25 bzw. 140 Kilometer in nördlicher, sowie Trient und Verona 34 bzw. 135 Kilometer in südlicher Richtung.

### Ausdehnung

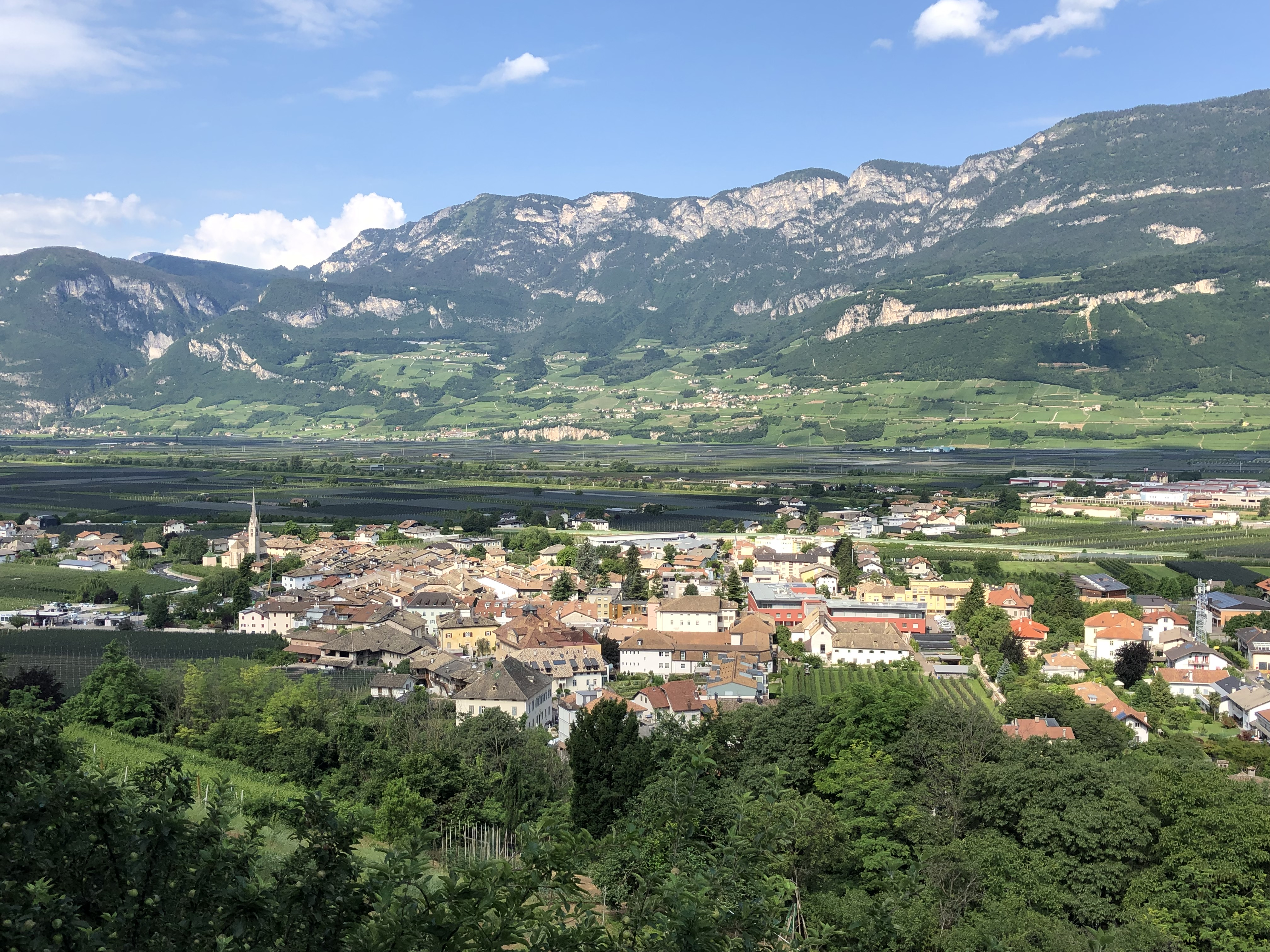
Neumarkt von Nordosten

Das Gemeindegebiet von Neumarkt erstreckt sich auf einer Fläche von insgesamt 23,67 km². Im Bereich des Talbodens verbleibt es mit vereinzelten Ausnahmen größtenteils am orografisch linken (östlichen) Ufer der Etsch. Im Norden endet das Gemeindegebiet am Fuß des Hügels von Castelfeder, im Süden reicht es bis etwa auf die Höhe von Kurtinig am rechten Etschufer. Im Osten nimmt die Gemeinde Neumarkt bedeutende Flächen des bewaldeten Berggebiets der Fleimstaler Alpen ein, die das Unterland flankieren. Die bedeutendsten Erhebungen hier sind die Königswiese (1622 m) und südlich davon – durch das Aaltal voneinander getrennt – der Madruttberg (1507 m).

### Gemeindegliederung
Die dörflichen Siedlungen der Gemeinde bestehen neben dem Hauptort Neumarkt noch aus den Fraktionen Laag, Mazon und Vill. Der Hauptort (210–260 m s.l.m.) liegt auf dem flachen Schwemmkegel des von Osten aus dem Mühlental den Unterlandler Talboden erreichenden Trudner Bachs. Gleich anschließend im äußersten Norden des Gemeindegebiets befindet sich die Vill (220–260 m), die sich auf der rechten Seite des Trudner Bachs vom Talboden den Hangfuß hinauf ausbreitet. Direkt über dem Hauptort – auf einer von Weinbau geprägten und der Königswiese nordwestlich vorgelagerten Hangterrasse – sind die Höfe von Mazon (360–460 m) verstreut. Deutlich vom Gemeindezentrum getrennt – etwa auf halber Strecke Richtung Salurn – liegt im Süden Laag (210–220 m), zu dem auch der Weiler St. Florian gerechnet wird. Zudem zählen noch einige Häuser des ansonsten zu Salurn gehörenden Bergdorfs Gfrill auf einem über 1300 m hohen Bergsattel südöstlich der Königswiese zu Neumarkt. Die Gemeindeanteile rechts der Etsch umfassen Richtung Tramin ein Gewerbegebiet, wo sich unter anderem der Sitz der Würth Italia befindet, sowie Richtung Margreid und Kurtinig zwei vorwiegend landwirtschaftlich genutzte Gebiete.

### Landschaft und Natur

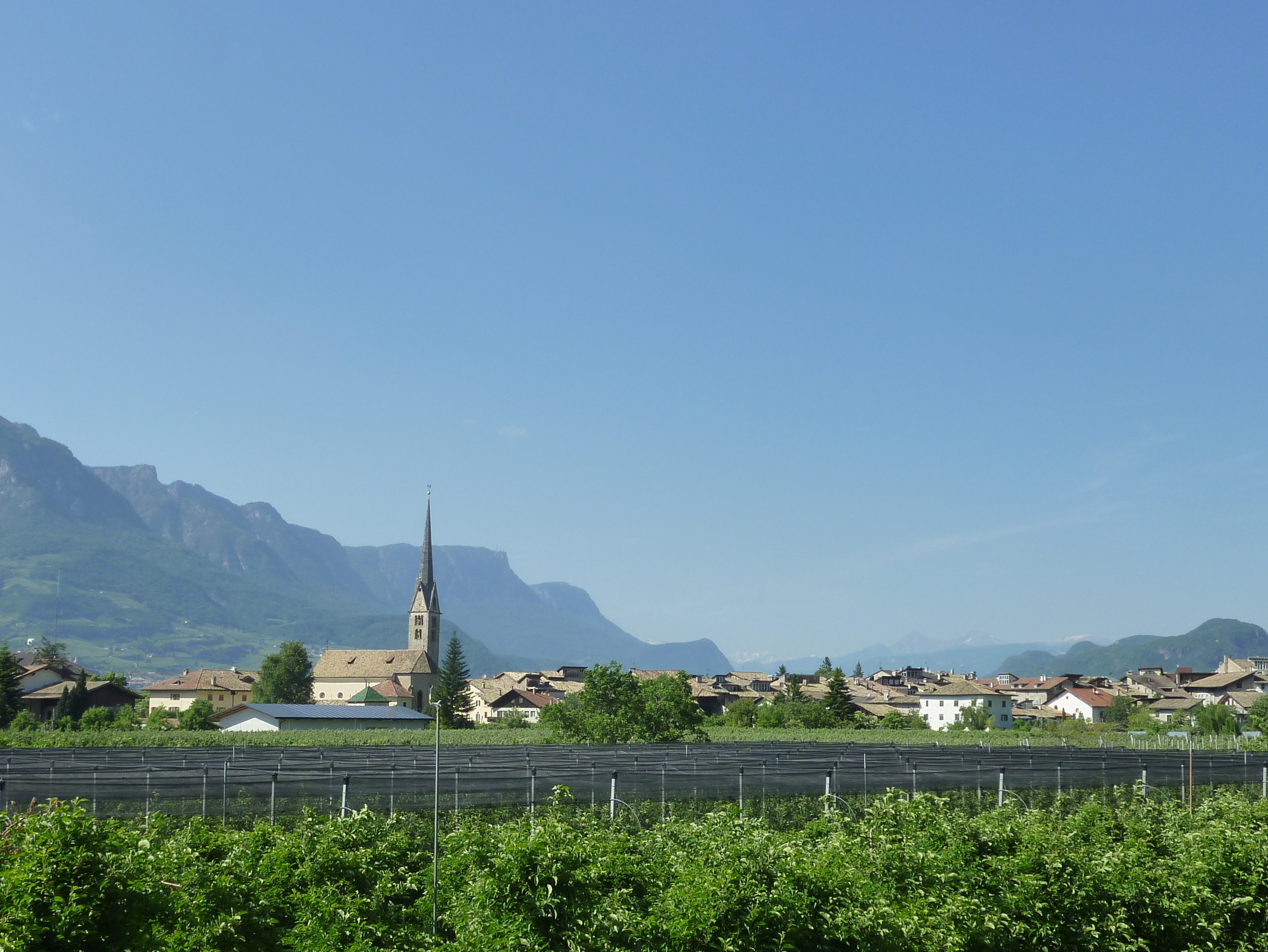
Ansicht des Hauptorts von Süden

Während das Siedlungsgebiet der Gemeinde im Etschtal nur einen relativ schmalen Streifen einnimmt, wird das Landschaftsbild Neumarkts vom Madruttberg und von der Königswiese geprägt. Beide sind im Naturpark Trudner Horn unter Schutz gestellt, an dem Neumarkt 1412 ha Anteil hat, was knapp 60 % der gesamten Gemeindefläche entspricht. Geologisch herrschen in diesen beiden Bergen die hellen Dolomitenkalke vor, während im östlichen Gemeindezipfel hin zum Weißensee der bräunlich rote Quarzporphyr überhandnimmt. Auf den überwiegend kalkhaltigen Böden der Gemeinde Neumarkt wachsen folglich vor allem Trockenrasen, Buschwald, Föhren- und Mischwälder.
In der Wildnis finden Waldmaus und Dachs im felsigen Gelände günstige Möglichkeiten für die Anlage ihres Baues, während in den trockenen Föhrenwäldern die Kiefern von Waldameisen bevölkert werden. In diesen submediterranen Buschwäldern überlebt auch die Smaragdeidechse, da sie mit Singzikaden und Gottesanbeterinnen einige ihrer liebsten Beutetiere findet. An den Nord-West-Hängen der Königswiese, wo der Wald von Buchen und Tannen beherrscht wird, kann vereinzelt auch größeres Schalenwild, vor allem Wildschweine und Hirsche, gesichtet werden. Im Geäst dieses Mischwaldes bauen auch zahlreiche Vögel ihre Nester, wobei Meisen, Kleiber, Spechte und Eulen in Baumhöhlen brüten. In den hohen Lagen über 1000 m sind auch der Kolkrabe und der Schneehase anzutreffen.
Eine Vielzahl an Gebirgsbächen versorgen die Neumarkter Gemeinde mit reichlich Wasser, ehe sie am Talboden angekommen in die Etsch münden. Wichtigster Wasserlieferant unter ihnen ist der 10 km lange Trudner Bach, dessen Einzugsgebiet etwa 28 km² umfasst und von Sedimentgestein dominiert wird. Zwischen 2010 und 2019 wurde der Bach regelmäßig auf seine biologische Gewässergüte untersucht, er präsentiert sich als sehr artenreich und weist stets eine erste Klasse laut Makrozoobenthos auf. Auch die Fischfauna bestätigt den sehr guten Zustand. Die Untersuchung der Kieselalgen ergab hingegen kein so hervorragendes Ergebnis: Der Trudnerbach ober Neumarkt erreicht einen ICMi-Index der zweiten Güteklasse. Das bedeutet, dass doch eine gewisse Menge an Nährstoffen in den Bach gelangt und ihn beeinträchtigt.

### Klima
Das Klima in Neumarkt ist gemäßigt mit milder mediterraner Prägung in Flora und Fauna. Die Jahresdurchschnittstemperatur beträgt rund 12,9 °C (zum Vergleich: Berlin etwa 10 °C), wobei der kälteste Monat der Januar, der trockenste der Februar, der regenreichste der Oktober und der heißeste der Juli ist. Die Winde, welche vorwiegend der Ausrichtung des Tales folgen, sind im Allgemeinen schwach bis mäßig, können aber im Sommer als Vorboten von Gewittern manchmal sehr heftig wehen. Übers ganze Jahr gesehen, sind Niederschläge aber eher selten, stattdessen dominieren mit bis zu 300 an der Zahl ganz klar die Sonnentage. Bedingt durch den meist wolkenlosen Himmel sind die Winter tagsüber sonnig und trocken, nachts dafür in der Regel eisig kalt mit Temperaturen weit unterm Gefrierpunkt. Da die Gemeinde selbst über keine eigene Wetterstation verfügt, werden auch heute noch zur allgemeinen Beschreibung des Klimas in der Regel die Daten der Wetterstation von Auer herangezogen.
|                        | Jan  | Feb  | Mär  | Apr  | Mai  | Jun  | Jul  | Aug  | Sep  | Okt   | Nov  | Dez  |   |       |
| Mittl. Temperatur (°C) | 1,7  | 4,5  | 9,6  | 13,5 | 17,6 | 21,4 | 23,4 | 22,9 | 18,4 | 13,0  | 6,7  | 1,9  | ⌀ | 12,9  |
| Mittl. Tagesmax. (°C)  | 6,2  | 10,1 | 15,9 | 19,8 | 24,0 | 27,9 | 30,2 | 29,6 | 24,5 | 18,1  | 11,1 | 5,9  | ⌀ | 18,6  |
| Mittl. Tagesmin. (°C)  | −2,7 | −1,0 | 3,3  | 7,2  | 11,3 | 14,9 | 16,5 | 16,3 | 12,3 | 7,8   | 2,4  | −2,2 | ⌀ | 7,2   |
|                        |      |      |      |      |      |      |      |      |      |       |      |      |   |       |
| Niederschlag (mm)      | 31,8 | 26,4 | 42,1 | 58,9 | 75,5 | 95,2 | 91,8 | 99,0 | 83,8 | 101,4 | 95,7 | 49,1 | Σ | 850,7 |
|                        |      |      |      |      |      |      |      |      |      |       |      |      |   |       |
| Regentage (d)          | 4    | 4    | 5    | 7    | 9    | 9    | 9    | 9    | 7    | 8     | 8    | 5    | Σ | 84    |

| −2,7 |

| −1,0 |

| 3,3 |

| 7,2 |

| 11,3 |

| 14,9 |

| 16,5 |

| 16,3 |

| 12,3 |

| 7,8 |

| 2,4 |

| −2,2 |

| −2,7 |

| −1,0 |

| 3,3 |

| 7,2 |

| 11,3 |

| 14,9 |

| 16,5 |

| 16,3 |

| 12,3 |

| 7,8 |

| 2,4 |

| −2,2 |

| N i e d e r s c h l a g | 31,8 | 26,4 | 42,1 | 58,9 | 75,5 | 95,2 | 91,8 | 99,0 | 83,8 | 101,4 | 95,7 | 49,1 |
|                         | Jan  | Feb  | Mär  | Apr  | Mai  | Jun  | Jul  | Aug  | Sep  | Okt   | Nov  | Dez  |

## Geschichte
Aus der Antike ist der Name der nicht genau lokalisierten römischen Straßenstation Endidae überliefert, die in der Gegend des heutigen Neumarkt zu vermuten ist. In der Tat sind von verschiedenen Stellen des Gemeindegebiets römerzeitliche Funde bekannt.
Der heutige Ort Neumarkt wurde als burgum novum Egne im Jahre 1189 von Bischof Konrad II. von Trient gegründet, der die Marktsiedlung nach dem Vorbild Bozens mit Trienter Häuserrecht, Zoll- und Steuerfreiheit bewidmete („sicut Tridentini et Bauzanenses concives et negociatores“). Durch seine zentrale Lage im Unterland an den Handelsstraßen zwischen Norden und Süden und insbesondere durch die Etschschifffahrt erlangte das Dorf im Mittelalter hohe wirtschaftliche und kulturelle Bedeutung. Davon zeugt das „Ballhaus“, wo die Waren gelagert wurden. Im 13. Jahrhundert wurde der ursprüngliche Ort durch Hochwasser zerstört und als „Neuer Markt“ wiederaufgebaut. 1309 verlieh Herzog Otto von Kärnten-Tirol dem Ort Privilegien, die bestimmten, dass alle Güter, die auf Wagen oder Schiffen nach Neumarkt kamen, hier niedergelegt und durch Bewohner von Neumarkt nach einer festgesetzten Reihenfolge weiterbefördert werden mussten.
Oberhalb des Ortskerns wurde im 12. Jahrhundert die Burg Kaldiff (auch Caldiff) erbaut. Diese besteht heute noch als relativ gut erhaltene Ruine.
1340 wurden Teile des Ortes durch ein Feuer zerstört; mit einem 10-jährigen Steuernachlass des Landesfürsten konnte der Ort wiederaufgebaut werden. Der Ansitz Griesfeld, auch als „Spital“ bezeichnet, stammt aus dem 17. Jahrhundert.
Neumarkt gehörte bis zum Ende des Ersten Weltkriegs zur Grafschaft Tirol und damit zu Österreich-Ungarn. Innerhalb Tirols war Neumarkt der Hauptort des Gerichtsbezirks Neumarkt, der wiederum Teil des Bezirks Bozen war. Mit dem Vertrag von Saint-Germain kam Neumarkt 1920 zusammen mit dem Großteil Tirols südlich des Alpenhauptkamms zu Italien. Als 1927 auf diesen ehemals österreichischen Gebieten die beiden Provinzen Bozen und Trient entstanden, wurde Neumarkt wie auch einige andere umliegende Gemeinden der mehrheitlich italienischsprachigen Provinz Trient zugeschlagen. Erst 1948 wurde Neumarkt in die Provinz Bozen bzw. Südtirol eingegliedert.

## Ortsnamen
Der heutige deutsche Name Neumarkt geht auf die mittelalterliche Gründung eines mit Privilegien ausgestatteten Markts im Jahr 1189 zurück. Diese Neusiedlung scheint in den Quellen zunächst in lateinischer Übersetzung auf (in burgo novo, novum forum), ehe sie ab ca. 1300 auf Deutsch benannt wird (ze Newenmarcht). Aus dem Jahr 1500 ist die volle Nennung zw Newmarckht Ennder vnd Caldiffer gericht Trientner bistumbs belegt, die also die Gerichts- und Diözesanzugehörigkeit inkludiert.
Komplizierter ist die Geschichte des italienischen Namens Egna. Dieser entstammt dem mittelalterlichen Geschlechts- und Gerichtsname Enn, der in seiner italienischen Lautung als Bezeichnung für den Ort Neumarkt erhalten blieb. Enn könnte wiederum mit dem Namen der römischen Straßenstation Endidae in Zusammenhang stehen, die im aus dem 3. Jahrhundert stammenden Itinerarium Antonini im Raum Neumarkt verzeichnet ist. Spekulativer ist eine Verknüpfung des Namens Enn mit dem bei Paulus Diaconus in einer Aufzählung erwähnten, um 590 zerstörten Castrum Ennemase, für dessen Lokalisierung bei Neumarkt es keine Anhaltspunkte gibt.

## Politik

### Bürgermeister
Bürgermeister seit 1952:
- Anton Pernter: 1952–1969
- Alois Mock: 1969–1974
- Hugo Seeber: 1974–1995
- Alfred Vedovelli: 1995–2010
- Horst Pichler: 2010–2020
- Karin Jost: seit 2020

### Wappen
Das in Rot und Silber längsgeteilte Wappen der Gemeinde Neumarkt zeigt in der heraldisch rechten Hälfte einen silbernen Sichelmond, in der linken ein rotes Kreuz. Als Vorbild dient ein den Neumarkter Bürgern im Spätmittelalter verliehenes Siegel.

### Städtepartnerschaften
1968 schloss Neumarkt mit der deutschen Stadt Rheinfelden (Baden) in Baden-Württemberg eine Städtepartnerschaft.

## Bevölkerung
Neumarkt ist gemäß den erhobenen Sprachgruppenzugehörigkeitserklärungen bzw. Sprachgruppenzuordnungserklärungen eine mehrheitlich deutschsprachige Gemeinde. Als Berechnungsgrundlage der folgenden Prozentwerte wurden die gültigen Erklärungen von Personen mit italienischer Staatsbürgerschaft herangezogen.
| Sprache     | 1981    | 1991    | 2001    | 2011    | 2024    |
| ----------- | ------- | ------- | ------- | ------- | ------- |
| Deutsch     | 60,24 % | 60,80 % | 61,65 % | 62,70 % | 60,78 % |
| Italienisch | 39,43 % | 38,71 % | 37,97 % | 36,89 % | 38,84 % |
| Ladinisch   | 0,33 %  | 0,49 %  | 0,37 %  | 0,42 %  | 0,38 %  |

## Bildung

### Schulen für die deutsche Sprachgruppe
Auf dem Gemeindegebiet von Neumarkt gibt es zwei Grundschulen für die deutsche Sprachgruppe, nämlich im Hauptort und in Laag, die zusammen mit drei weiteren Grundschulen der Nachbargemeinden Kurtinig, Margreid und Salurn als gemeinsamer Schulsprengel von Neumarkt aus verwaltet werden. In Neumarkt besteht auch eine Mittelschule, die mit der Mittelschule von Salurn einen ebenfalls in Neumarkt angesiedelten Sprengel bildet. Das einzige weiterführende Schulangebot ist die Fachschule für Hauswirtschaft und Ernährung „Griesfeld“.

### Schulen für die italienische Sprachgruppe
Zwei Grundschulen für die italienische Sprachgruppe bestehen im Hauptort Neumarkt und Laag. Neumarkt ist auch Sitz einer Mittelschule. Alle drei Schulen werden gemeinsam im Schulsprengel Unterland verwaltet.

## Kultur und Sehenswürdigkeiten

### Sehenswürdigkeiten
Kirchen

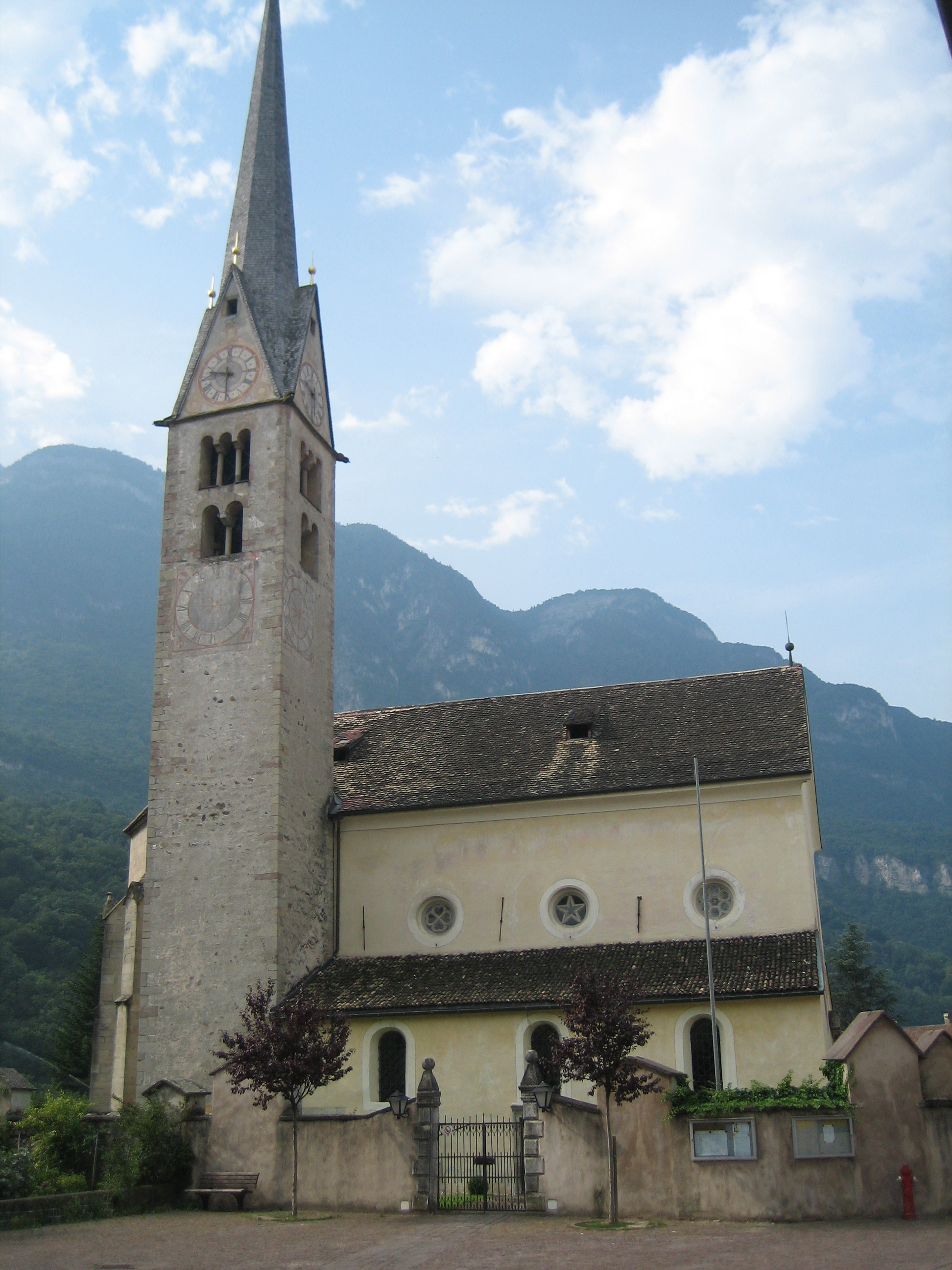
Pfarrkirche St. Nikolaus

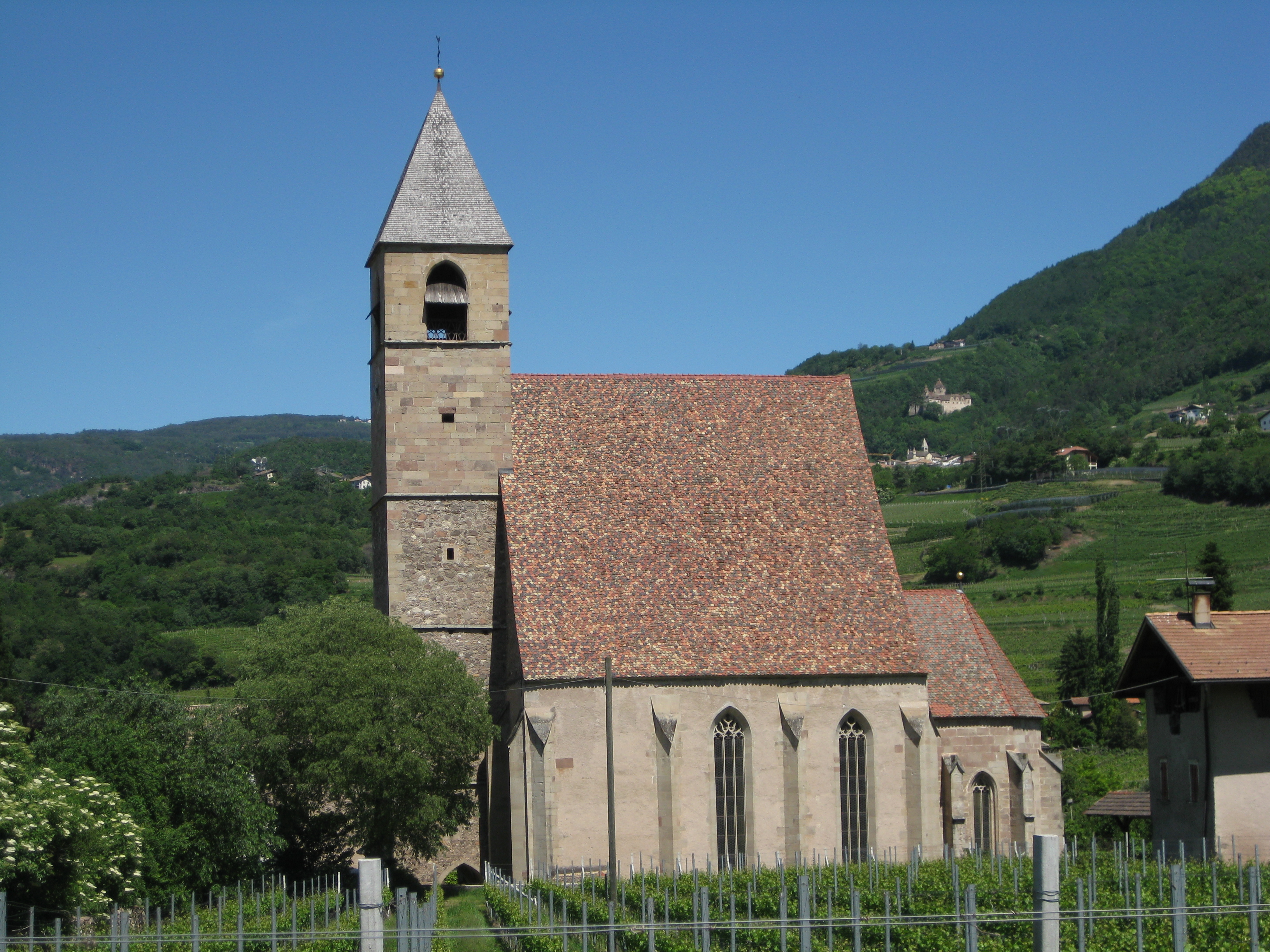
Unsere Liebe Frau in der Vill

- Die Pfarrkirche St. Nikolaus, auf romanischen Grundmauern stehend, wurde im 15. Jahrhundert erweitert. Hier wirkten 1412 der Steinmetz und Baumeister Konrad von Neumarkt und in der zweiten Jahrhunderthälfte Peter von Ursel. Das Sterngewölbe wurde um 1500 erbaut. St. Nikolaus war von Beginn an eine Filiale der St.-Peters-Kirche in Auer, der mittelalterlichen Großpfarre des linken Etschufers im Bozner Unterland, Enn-Neumarkt wurde also von dort aus seelsorglich betreut. Erst 1672 erhielt Neumarkt einen eigenen Kuraten. 1841 wurde der Ort wieder Pfarrei und 1893 schließlich zum Dekanat erhoben.[21]
- Die zweite Hauptkirche ist Unsere Liebe Frau in der Vill. Auch hier wirkten die genannten Baumeister des 15. Jahrhunderts. Die Kirche gilt als eines der schönsten und elegantesten spätgotischen Bauwerke Tirols.

Weitere Bauten in Neumarkt
- Knapp nördlich von Laag steht das Pilgerhospiz Klösterle. Es ist eines der wenigen fast vollständig erhaltenen Pilgerhospize in Europa.[22] Die romanische Anlage wurde um 1220 gebaut und um 1300 erweitert. Sie wurde bis zum 16. Jahrhundert als Unterkunft für Rompilger genutzt.
- Im Industriegebiet, westlich der Eisenbahnlinie und der Autobahn, steht der 1992 errichtete Equus-Brunnen, gestiftet von der angrenzenden Firma Würth und gestaltet von De Luigi.
- In der zentral gelegenen Fußgängerzone, unter den Lauben, befindet sich der Sitz der Bezirksgemeinschaft Überetsch-Unterland. Das sogenannte Peter-Ganell-Haus wurde sorgsam restauriert und modernisiert. Es bietet regelmäßig Raum für Kunstausstellungen.

Sehenswürdigkeiten in und um Neumarkt
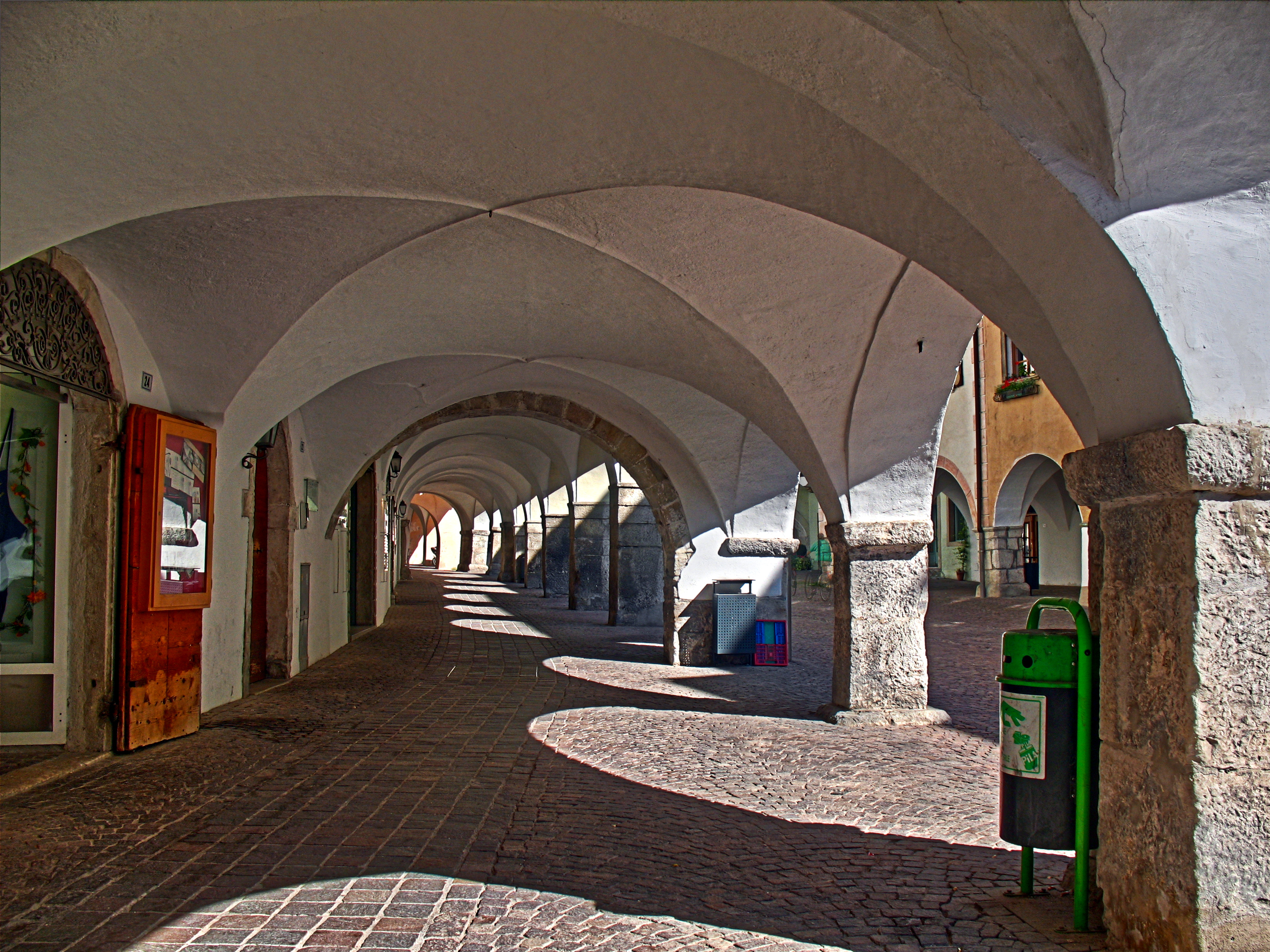
Laubengänge
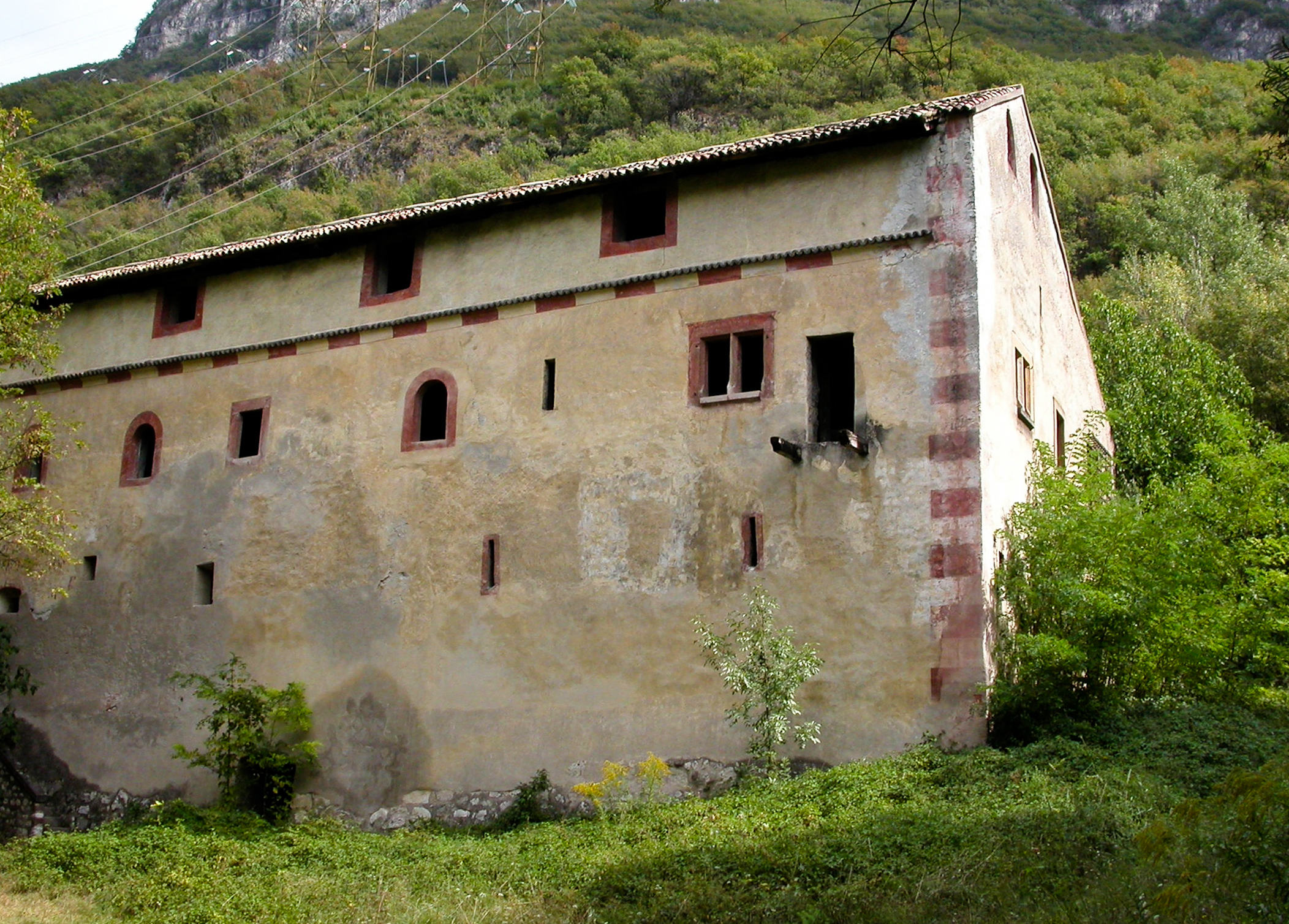
Pilgerhospiz Klösterle
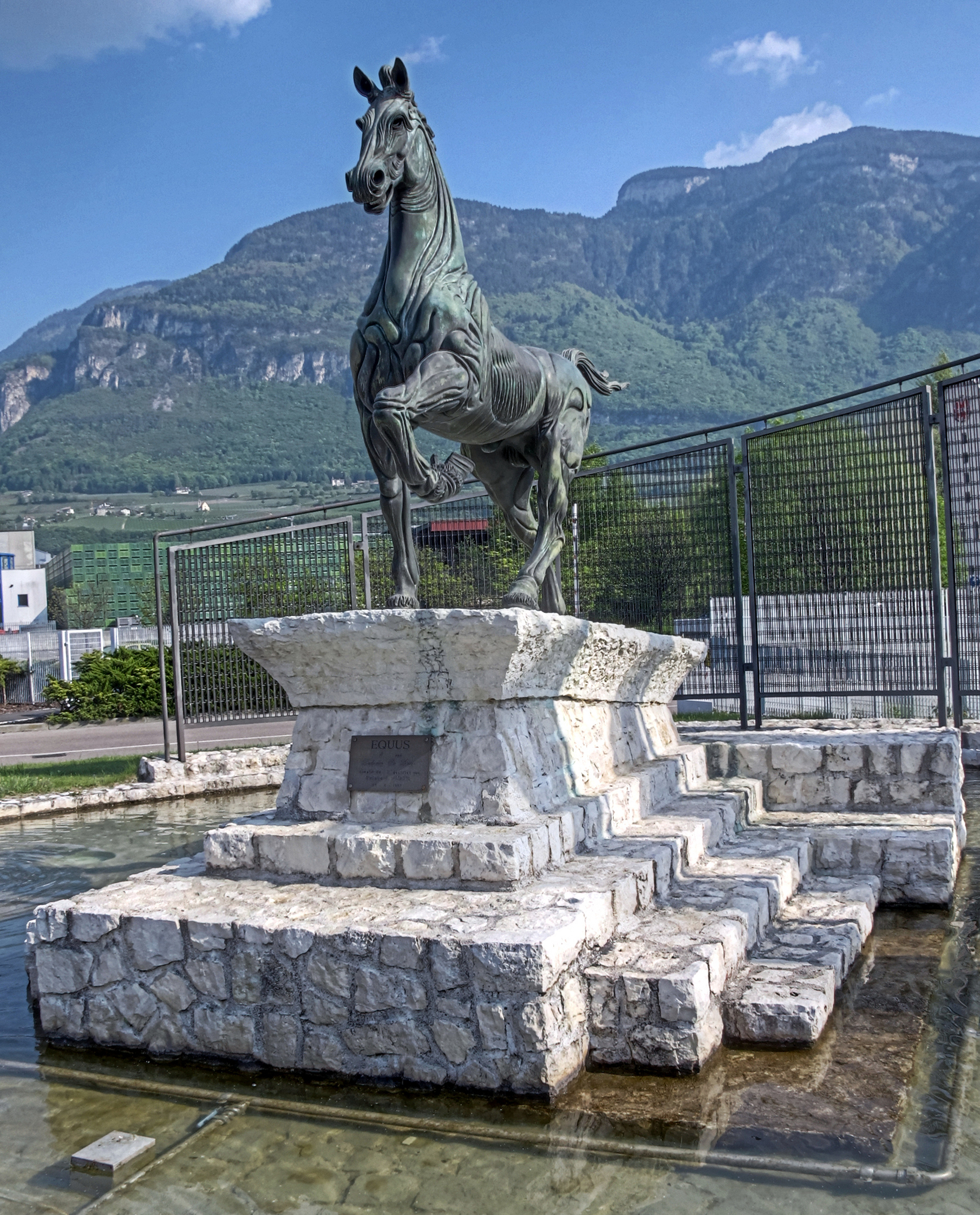
Equus-Brunnen
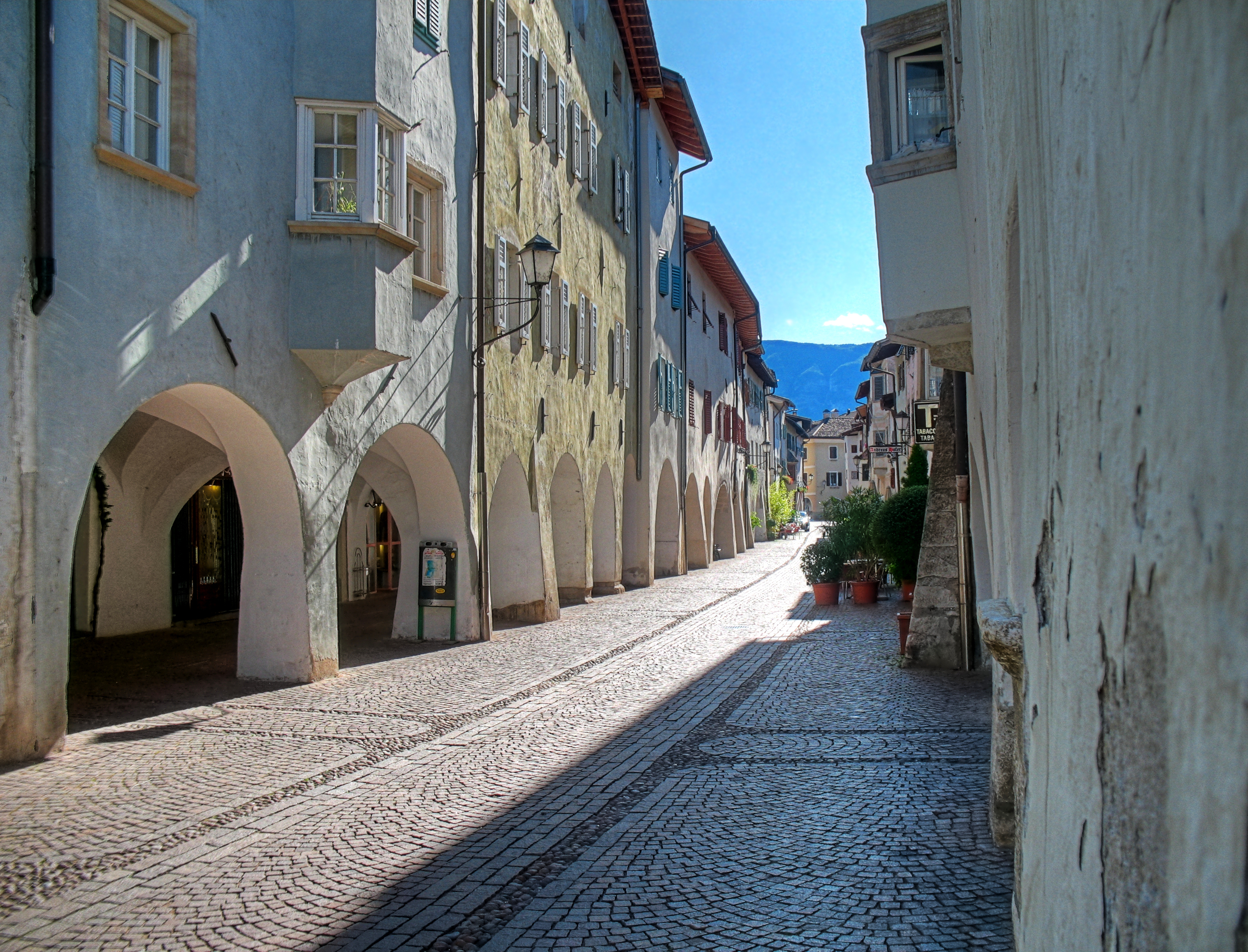
Andreas-Hofer-Straße ⊙
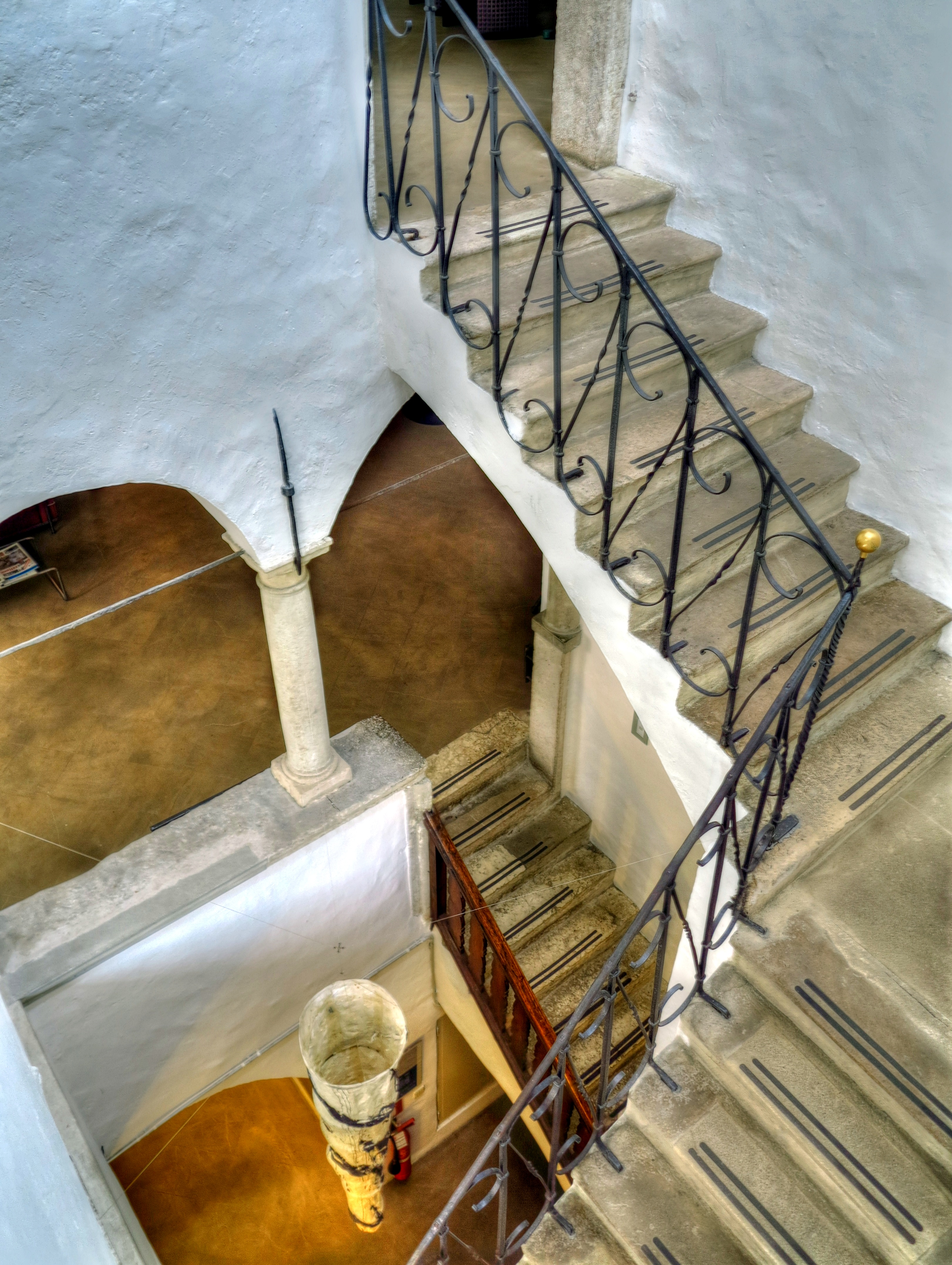
Sitz der Bezirksgemeinschaft Überetsch-Unterland ⊙

### Theater
Am 26. Juni 1968 gründete Luis Walter (Obmann 1968–1984) die Freilichtspiele Südtiroler Unterland (FSU). Mit Inszenierungen der klassischen Autoren des Tiroler Volksschauspiels fand die Bühne bald Anerkennung im In- und Ausland und etablierte sich als maßgeblicher Bestandteil des Südtiroler Theatergeschehens.
1978 wurde das Theater an der Etsch (TaE) als Plattform für Theater- und Kulturarbeit auch außerhalb der Freilichtsaison ins Leben gerufen.
Mit Übernahme der Vereinsleitung durch Zeno Bampi (1985) wandelte sich der Verein, nunmehr: Freilichtspiele Südtiroler Unterland – Theater an der Etsch (FSU-TaE), zum professionellen Kulturbetrieb. Unter der künstlerischen Leitung des Schauspielers und Regisseurs Roland Selva bemühten sich die FSU-TaE um die Entwicklung eines eigenständigen Südtiroler Theaterstils.

### Regelmäßige Veranstaltungen
Einmal im Jahr findet das Neumarktner Laubenfest statt. Das dreitägige Fest erstreckt sich vom Hauptplatz bis ins Unterdorf, wobei die verschiedenen Vereine des Dorfes die Besucher an Ständen mit Speisen und Getränken versorgen.

## Verkehr
Für den Kraftverkehr ist Neumarkt in erster Linie durch die SS 12 erschlossen, die nahe am Dorfzentrum des Hauptorts vorbeiführt. Auf der orographisch rechten Seite der Etsch verläuft parallel zum Fluss die A22, deren Ein- und Ausfahrt Neumarkt-Auer-Tramin sich trotz größerer Nähe zum Ortszentrum von Neumarkt bereits auf Traminer Gemeindegebiet befindet.
Ebenfalls jenseits der Etsch durchquert zudem die Brennerbahn die Talsohle. Der Bahnhof Neumarkt-Tramin und der Bahnhof Margreid-Kurtatsch liegen zwar beide knapp außerhalb der Gemeindegrenzen, sind aber für den Hauptort Neumarkt bzw. die Fraktion Laag schnell erreichbare Zugangsstellen.
Neumarkt wird von der Radroute 1 „Brenner–Salurn“ durchquert, die im überregionalen Fernradwegenetz auch dem Etsch-Radweg und der Via Claudia Augusta zugeordnet wird.

## Tourismus
Sportarena Unterland | Würtharena | Lido Neumarkt (Südtirol)
Neumarkt ist Mitglied der Vereinigung I borghi più belli d’Italia („Die schönsten Orte Italiens“).

## Persönlichkeiten

### Söhne und Töchter der Gemeinde
- Ernst Plattner (* 1. November 1880; † 31. Juli 1966), Architekt
- Karl Vaja (* 22. Februar 1925; † 23. Jänner 2007), Abgeordneter in Rom, Landesrat, Landtagspräsident, Präsident der Bozner Messe
- Zeno Giacomuzzi (* 20. April 1932; † 16. Mai 2023), Bürgermeister von Brixen, Landtagsabgeordneter, Mitglied der Regionalregierung
- Luis Walter (* 1. Jänner 1938), Gründer der Freilichtspiele Südtiroler Unterland und des Theater an der Etsch, Filmproduzent, Theater- und Filmregisseur, Drehbuchautor. Auszeichnungen: Träger Verdienstkreuz des Landes Tirol. Goldenes Ehrenzeichen für Verdienste um die Republik Österreich
- Oskar Peterlini (* 19. September 1950), Südtiroler Senator in Rom
- Hans Karl Peterlini (* 12. März 1961), Südtiroler Journalist und Schriftsteller
- Bettina Galvagni (* 26. März 1976), Ärztin und Schriftstellerin

### Personen mit Bezug zu Neumarkt
- Gottschalk von Bozen, Richter von Enn-Neumarkt (frühes 14. Jahrhundert)
- Josef Sullmann (* 29. September 1922; † 12. Juni 2012), lebte ab 1992 in Neumarkt, Arzt in Pension und missionarischer Wohltäter

## Filme
- Neumarkt im Laufe der Zeiten... (2006) von Luis Walter. Produktion: Luis Walter-Film